# Notícias falsas no Brasil

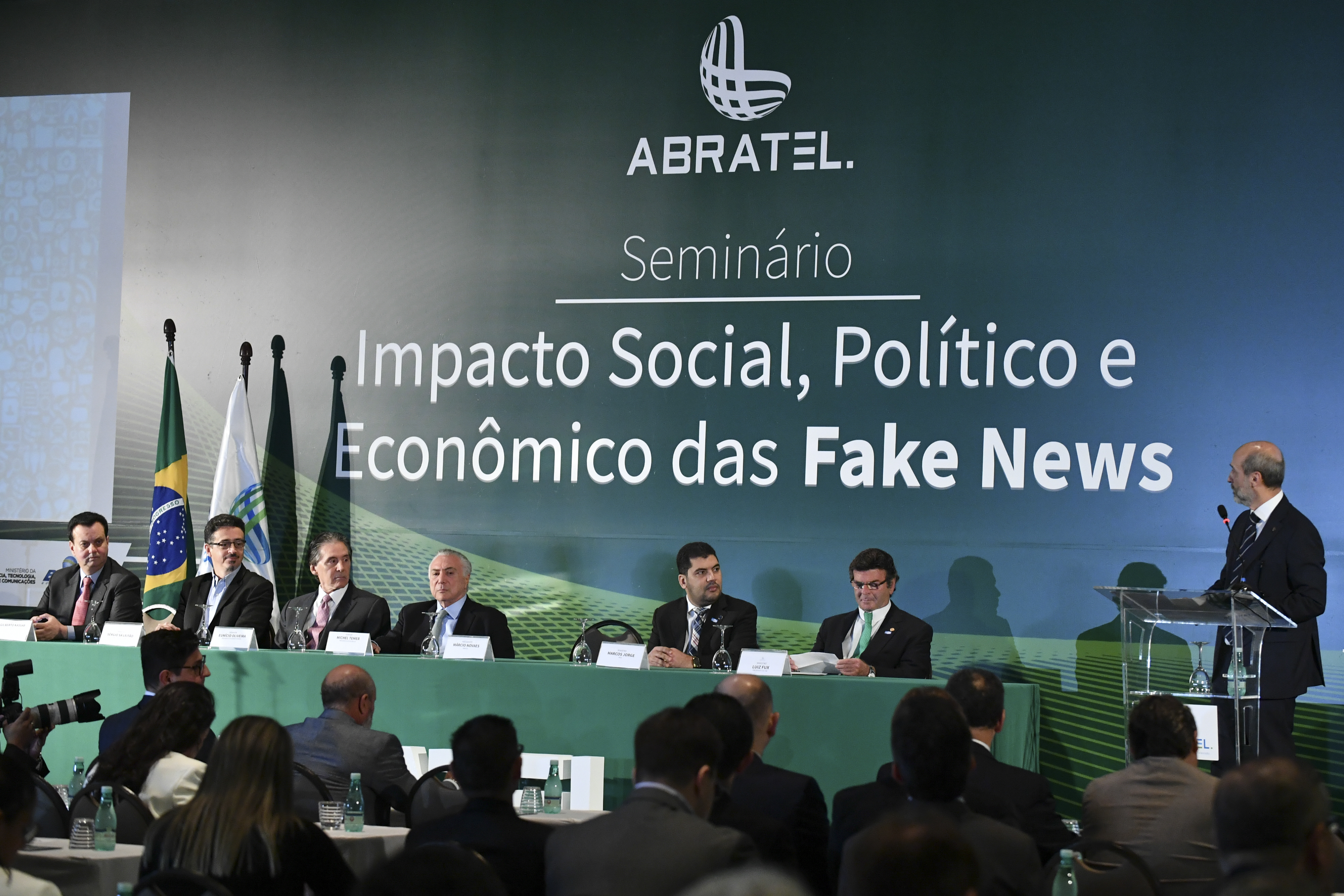
Seminário "O Impacto Social, Político e Econômico das Fake News", promovido pela Associação Brasileira de Rádio e Televisão (Abratel), em 2018

As notícias falsas no Brasil não são algo novo. No país, o fenômeno sempre foi conhecido de quem acompanhava o noticiário político. Notícias falsas, distribuídas no período das eleições, tentando minar a reputação de alguns candidatos. Com os avanços tecnológicos e a facilidade de acesso à informação, com o surgimento da internet, e das redes sociais, as notícias falsas tomaram proporções cada vez maiores devido à facilidade que se tem em gerá-las, publicá-las e compartilhá-las. Cerca de 12 milhões de pessoas difundem notícias falsas sobre política no Brasil e, segundo pesquisa do Instituto Ipsos de 2018, o brasileiro é o povo que mais acredita em fake news dos 27 países que fizeram parte da pesquisa.
A pesquisadora Claire Wardle em um artigo no First Draft News fala das motivações da criação de notícias falsas como exemplo, interesse em ganhos financeiros. Pode ocorrer por motivos partidários, para prejudicar adversários políticos e também com motivação satírica. Demograficamente, o nível de renda, a religião e a frequência de exposição a notícias falsas explicam o compartilhamento de notícias falsas.
Com relação ao tema das notícias falsas estão entre os mais variados como, política, esportes, vida de famosos, hábitos alimentares, saúde, entre outros.

## História

### República Velha (1889-1930)
Conforme o historiador Rodrigo Trespach, as notícias falsas eram comuns na República Velha:
Se, por um lado, os jornais contribuíam com notícias e denúncias de corrupção e fraudes eleitorais, por outro, eram responsáveis pela circulação de fofocas e informações falsas. Muitas redações não tinham repórteres e o próprio dono do jornal era o redator, não havia checagem de fontes e, muitas vezes, o que era publicado tinha como origem inimigos políticos e pessoais, contando quase sempre com o anonimato ou pseudônimos. "Quando noticiar não passava de uma tarefa eventual, a apuração não existia", escreveu o jornalista e historiador Juremir Machado. Foi o que ocorreu em 1921, quando o Correio da Manhã publicou cartas atribuídas a Artur Bernardes ofendendo o ex-presidente Nilo Peçanha e o Exército brasileiro. As cartas eram falsas, mas o fato desencadearia a revolta dos Tenentes, em 1922, dando início a uma série de conflitos que culminariam na Revolução de 30— Trespach, Rodrigo (13 de maio de 2021). A Revolução de 1930: O conflito que mudou o Brasil. Rio de Janeiro: Harper Collins. p. 31

## Dados

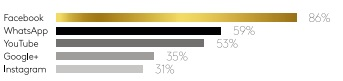
As cinco principais plataformas sociais usadas para acessar notícias na última semana no Brasil segundo o relatório Trust in News,

Segundo estudo do Grupo de Pesquisa em Políticas Públicas para o Acesso à Informação (GPOPAI) da Universidade de São Paulo (USP), cerca de 12 milhões de pessoas difundiam notícias falsas sobre política no Brasil em 2017. Uma pesquisa do IBOPE para analisar o grau de confiança do brasileiro nas redes sociais como fonte para a escolha do melhor candidato em 2018 revelou que para 36% dos brasileiros, as mídias sociais teriam muita influência nesse processo, enquanto 56% disseram que elas teriam apenas “algum” potencial. A pesquisa da GlobeScan  realizada entre janeiro e abril de 2017 para a BBC, entrevistou mais de 16 mil adultos em 18 países, revelou que o Brasil é a nação que mais se preocupa com a veracidade das noticias nos meios digitais em dentro do grupo estudado, com 92% dos entrevistados respondendo que se preocupavam com a veracidade das notícias. Outros países que também tiveram uma taxa de preocupação elevada foram Indonésia (90%),e a Nigéria (88%). Já os países que obtiveram os níveis relatados de preocupação com o conteúdo falso da Internet mais baixos foram a Alemanha (51%) e o México (65%). Na mesma pesquisa, também perguntou-se se o acesso à Internet deveria ser um direito fundamental de todos os cidadãos, o Brasil obteve 96% enquanto a média de todos países foi 83%. Quanto à questão da não regulamentação da internet  o Brasil foi um dos que mais se opunham à qualquer tipo de regulação na internet com 72%, ficando atrás apenas da Grécia (84%) e da Nigéria (82%). O relatório Trust in News, resultado de um estudo feito pela Kantar em cinco países (Brasil, EUA, Reino Unido e França), mostrou que a credibilidade dos veículos impressos e canais de TV e rádio era mais resistente ao descrédito do público em detrimento às redes sociais. No Brasil, 69% dos entrevistados acreditam no impacto das notícias falsas no processo de eleição. As cinco principais plataformas sociais que foram usadas para acessar notícias na última semana que os entrevistados no Brasil responderam foram o Facebook (86%), WhatsApp (59%), YouTube (53%), Google+ (35%) e Instagram (31%).

## Combate de notícias eleitorais falsas
Com a reforma política aprovada pelo Congresso Nacional foi atribuída ao Tribunal Superior Eleitoral (TSE) a incumbência de regulamentar uma série de questões relacionadas à propaganda eleitoral, como a veiculação de conteúdos eleitorais na internet e o uso de ferramentas digitais. A legislação permite que, a pedido do candidato, partido ou coligação, a Justiça Eleitoral possa determinar a suspensão do acesso a conteúdos que violem disposições legais. Também proíbe a veiculação de conteúdos de caráter eleitoral por perfis falsos. Analisando o impacto negativo das notícias falsas nas eleições, como ocorreu nas campanhas a candidatura a presidência americana e francesa, de Hillary Clinton e Emmanuel Macron.
Associado ao que já ocorreu no Brasil, embora em uma escala muito menor, em 2013 a disputa presidencial já estava sendo influenciada pelas notícias falsas. Boatos sobre o encerramento do programa Bolsa Família atingiram a então presidente Dilma Rousseff, levando centenas de beneficiários às agências da Caixa Econômica Federal. Na época, a Policia Federal concluiu que o boato “foi espontâneo”, “não havendo como afirmar que apenas determinada pessoa ou determinado grupo o tenha gerado”. Nesse intervalo de tempo houve um grande crescimento no uso das redes sociais e smartphones, o que aumentaria bem mais a disseminação e alcance  das notícias falsas nas próximas eleições . "Hoje temos uma realidade de uso constante da Internet como arma de manipulação do processo político. E isso vem crescendo rapidamente, com a utilização, cada vez maior, das chamadas fake news. E essa é a realidade com que teremos de lidar e combater no ano que vem. A prática é uma estratégia antiga dos marqueteiros, que sabem que a recepção de conteúdo pelos seres humanos é seletiva e que, por isso, precisam adaptar o discurso de seus candidatos para elevar seu alcance e, em última instância, conseguir votos. A diferença é que, com a Internet e as redes sociais, a disseminação dessa informação passou a ser mais rápida, mais fácil, mais barata e em escala exponencial”, disse o presidente do Tribunal Superior Eleitoral (TSE), ministro Gilmar Mendes, (7/12/2017), na abertura do I Seminário do Fórum Internet e Eleições – Um desafio Multidisciplinar. O evento teve como objetivo discutir as novas regras eleitorais e a influência da Internet nas Eleições de 2018, em especial o risco das fake news e o uso de robôs na disseminação das informações. Também no evento, o ministro de Ministério da Ciência, Tecnologia, Inovações e Comunicações (MCTIC), Gilberto Kassab e o  coordenador da CGI, Maximiliano Martinhão trataram da tecnologia nas eleições,  exposição constantemente a notícias falsas e formas de combatê-las. O Tribunal Superior Eleitoral (TSE) montou uma força-tarefa para combater a proliferação  de noticias falsas nas disputas eleitorais do próximo ano. O presidente do Tribunal Superior Eleitoral (TSE), ministro Gilmar Mendes,  instituiu o Conselho Consultivo sobre Internet e Eleições que vai propor medidas para barrar a propagação de notícias falsas nas eleições de 2018. Entre as competências do  Conselho Consultivo sobre Internet e Eleições estão o desenvolvimento de pesquisas e estudos acerca das regras eleitorais e os impactos da internet nas eleições.
Composto inicialmente por dez membros, entre eles o secretário-geral da presidência do TSE, Luciano Fuck, o general Jayme Octávio de Alexandre Queiroz, do Centro de Defesa Cibernética do Departamento de Ciência e Tecnologia do Exército Brasileiro, e o diretor adjunto da Abin, Frank Márcio de Oliveira, já se reuniram e discutiu-se a necessidade da criação de cartilhas e campanhas de conscientização para a população, elaboração de manuais de procedimentos para os juízes eleitorais, criação de um ambiente virtual. E propor ações e metas voltadas ao aperfeiçoamento das normas. O futuro presidente do Tribunal Superior Eleitoral (TSE), ministro Luiz Fux, falou que é a favor da criação de mecanismos de obstrução à disseminação de "fake news", para que elas não venham a influenciar negativamente  e prejudicar candidaturas legítimas.
Com as medidas que o TSE vem tomando para barrar o avanço de "fake news" nas eleições de 2018, entidades da sociedade civil reagiram à inclusão do Exército, da Agência Brasileira de Inteligência (Abin) e da Polícia Federal nos debates, receosos  que haja margem para excessos e ameaça à liberdade de expressão. Podendo gerar vigilantismo exacerbado, em um processo  autoritário.
No dia 23 de julho, o Tribunal Regional Eleitoral do Distrito Federal fez a sua primeira condenação por fake news. O desembargador eleitoral Carlos Divino Vieira Rodrigues ordenou que o Facebook retirasse uma publicação sem fontes feita pelo ator Alexandre Frota sobre o deputado Chico Leite, pré-candidato ao senado.

## Notícias falsas durante a pandemia de COVID-19
Ao longo da pandemia de COVID-19 no Brasil tem-se registrado um grande volume de notícias falsas a respeito da doença, que se disseminam através das mídias digitais e se colocam como um obstáculo adicional ao enfrentamento da Crise sanitária. Muitas dessas notícias são profissionalmente criadas por grupos organizados de forma a transmitir confiabilidade e são financiadas por indivíduos e instituições com motivações comerciais, políticas ou outras. A camada menos instruída da população é o alvo mais vulnerável e, segundo o Ministério da Saúde, boatos espalhados na Internet têm reduzido o alcance das campanhas de vacinação promovidas no país desde 2016.
Os conteúdos falsos visaram primeiramente confundir sobre aspectos sanitários da doença, disseminando falsas técnicas de prevenção, diagnóstico e cura. Depois, concentraram-se em descredibilizar o isolamento social e em colocar em evidência o impacto negativo sobre a economia, assim, foram veiculadas falsas informações como a que a Organização Mundial da Saúde teria revogado as recomendações de isolamento social e dados falsos sobre outros países, como Estados Unidos, Itália, Países Baixos e Suécia, de forma a corroborar o relaxamento do isolamento.No início de 2020, ganharam grande repercussão as recomendações feitas em vídeo por um "químico autodidata" de substituir o álcool gel pelo vinagre como antisséptico para a mãos, de forma que o Conselho Federal de Química pronunciou-se em nota oficial sobre a eficácia das soluções alcoólicas e repudiando a ação de um profissional não qualificado e não registrado. As informações enganosas também são usadas para descredibilizar informações científicas e o sistema público de saúde, conduzindo a população a se proteger menos eficazmente contra a doença. Além disso, outras postagens almejam a disseminar o alarde público e o medo da vacina, com alegações de que os imunizantes causariam alterações no DNA, levando a cânceres, transmitiriam HIV e ou próprio coronavírus e que levariam à infertilidade feminina e à masculina.
Populações indígenas são especialmente suscetíveis às informações falsas. Frequentemente, o acesso à Internet fica limitado aos pacotes gratuitos oferecidos pelas operadoras de telefonia, que normalmente incluem Facebook, Instagram e WhatsApp. A ideia de que o DNA pode ser alterado ou que essa população estaria sendo usada como cobaia para testes do imunizante são as principais razões para os indígenas se recusar a tomar a vacina.A oposição de Jair Bolsonaro à vacina é outro fator para os indígenas desconfiarem da vacinação. A fala do presidente com maior repercussão entre os povos indígenas foi "se você virar um jacaré, é problema de você (…) Se você virar o super-homem, se nascer barba em alguma mulher ou um homem começar a falar fino (...)".Na cultura ameríndia, o animais são como seres humanos, sendo plausível que um homem se transforme em réptil.Pastores evangélicos também se mostraram difusores do discursos antivacina, alguns deles tendo propagado a informação de que a vacina é dotado de um "chip do diabo".
No interior do estado de São Paulo, dois juízes distintos fundamentaram decisões contrárias às medidas sanitárias impostas por decretos municipais e estaduais com base em uma falsa declaração da Organização Mundial de Saúde. Segundo os magistrados, a OMS teria desrecomendado o lockdown no combate ao coronavírus e que não haveria comprovação sobre a eficácia do isolamento. A organização, contudo, nunca fez essa declaração e tem se posicionado publicamente pelas restrições sociais.
Diversas iniciativas foram criadas no mundo todo com esclarecer a população e combater a desinformação. Rede sociais e de comunicações têm criado dispositivos para eliminar falsas informações sobre a doença. O Ministério da Saúde elaborou uma página para desmentir notícias falsas e a Organização Mundial da Saúde abriu um canal de comunicação no WhatsApp para dirimir dúvidas em português.Ainda não há provisão legal para combater as notícias falsas, mas "provocar alarma, anunciando desastre ou perigo inexistente, ou praticar qualquer ato capaz de produzir pânico ou tumulto" é contravenção conforme o artigo 41 da Lei de Contravenções Penais.
Um estudo demográfico dos brasileiros que compartilham notícias falsas indicou que os principais fatores que afetaram o compartilhamento foram o nível de renda, a religião e a frequência de exposição a notícias falsas online.